# Ca l'Esquerrà (Pallejà)
Ca l'Esquerrà o Mas Gem és una masia de Pallejà (Baix Llobregat), inclosa a l'Inventari del Patrimoni Arquitectònic de Catalunya.

## Història
La primera referència documental és del 1473, en un pergamí conservat a l'Arxiu Històric de Terrassa referent a un establiment emfitèutic del Mas Gem com a part de l'heretat de la Torre Roja o la Torroja. També va ser anomenat Mas Duran (darrer quart del segle xvi) i Mas Ramoneda (darrer quart del segle xvii).
El 1736, Maria Hugo, vídua de Pere Ramoneda, i el seu fill van vendre el mas i les seves terres als senyors de la Torroja, que d'aquest manera en recuperaren la propietat. Sembla que al segle xviii era un simple graner, i el 1818 va ser adquirit en emfiteusi per Jaume Grau. Durant la Primera Guerra Carlina, en què els Grau van prendre partit pel pretendent carlí, la casa fou utilitzada com a amagatall, acabant mig ensorrada i refeta pee Llorenç Grau, que era esquerrà i li donà nom.
Els seus descendents continuaren propicis a la causa dels carlins arribant a uns fets luctuosos en el segon terç del segle xix, que acabà amb l'afusellament de Carles Grau a la Plana de Vic. Des de mitjan segle xx pertany a la família Millàs, que la va refer. Actualment és la seva residència habitual, però des de la dècada del 1970 ja no es dediquen a la pagesia.

## Descripció
De planta quadrada, consta de tres cossos o crugies, orientat a migdia i amb dos cossos afegits, un a ponent i l'altra a la part posterior. La façana té tres eixos verticals d'obertures, amb un portal d'arc de mig punt adovellat al que s'accedeix per una graonada. La peça principal té al costat un celler i corrals a la part dreta.